# District de la Réole
Le district de la Réole est une ancienne division territoriale française du département de la Gironde de 1790 à 1795.
Il était composé des cantons de la Réole, Blazimont, Castelmoron d'Albret, Castets, Cauderot, Montsegur, la Mothe, Pellegrue et Sauveterre.